# JTBC 주간 드라마
JTBC 주간 드라마는 JTBC에서 방송 중인 드라마 프로그램이다.

## 개요
미니 시리즈 드라마 형식으로 방송 중이다.

## 프로그램 리스트
- 아래 프로그램은 2002년 11월 이후 시청 가능 연령을 표시하는 드라마 프로그램 등급 제도를 의무적으로 시행하여 현재까지 이어지고 있습니다.
- 2017년 3월 1일부터 TV 프로그램 등급 표시 외에 주제, 폭력성, 선정성, 언어, 모방 위험 등 분류 사유 표시를 의무적으로 시행하고 있습니다.

### 화요 드라마

#### 2010년대

##### 2014년
- 《선암여고 탐정단》 : 2014년 12월 16일 ~ 2015년 1월 27일 (전체 방송 기간 : 2014년 12월 16일 ~ 2015년 3월 18일)

#### 2020년대

##### 2020년
- 《라이브온》 : 2020년 11월 17일 ~ 2021년 1월 12일

### 수요 드라마

#### 2010년대

##### 2015년
- 《선암여고 탐정단》 : 2015년 2월 4일 ~ 2015년 3월 18일 (전체 방송 기간 : 2014년 12월 16일 ~ 2015년 3월 18일)

#### 2020년대

##### 2024년
- 《조립식 가족》 : 2024년 10월 9일 ~ 2024년 11월 27일

### 금요 드라마

#### 2020년대

##### 2025년
- 《착한 사나이》 : 2025년 7월 18일 ~ 현재

### 토요 드라마

#### 2020년대

##### 2021년
- 《알고있지만,》 : 2021년 6월 19일 ~ 2021년 8월 21일

## 경쟁 프로그램
- KBS 1TV 주간 드라마
- KBS 2TV 주간 드라마
- MBC 주간 드라마
- SBS 주간 드라마
- TV 조선 주간 드라마
- 채널A 주간 드라마
- tvN 주간 드라마
- ENA 주간 드라마